# Oleg Kostin
Oleg Olegovič Kostin (in russo Олег Олегович Костин?; Nižnij Novgorod, 6 maggio 1992) è un nuotatore russo.

## Palmarès
- Mondiali

Gwangju 2019: argento nei 50m farfalla.
- Mondiali in vasca corta

Windsor 2016: oro nella 4x50m misti e nella 4x100 misti.
Hangzhou 2018: oro nella 4x50m misti, argento nella 4x100m misti e bronzo nella 4x50m misti mista.
Abu Dhabi 2021: oro nella 4x50m misti.
Budapest 2024: oro nella 4x50m misti mista.
- Europei:

Glasgow 2018: bronzo nei 50m farfalla.
- Europei in vasca corta:

Netanya 2015: argento nella 4x50 misti e bronzo nei 50m rana.
Glasgow 2019: oro nei 50m farfalla, nella 4x50m misti e nella 4x50m misti mista.
Kazan' 2021: argento nella 4x50m misti e bronzo nella 4x50m misti mista.
- Universiadi

Gwangju 2015: oro nella 4x100m misti.

## International Swimming League
| Stagione 2021 |
| ------------- |
| Cali Condors  |